# Dai Jun
Dans ce nom chinois, le nom de famille, Dai, précède le nom personnel.
Dai Jun, né le 6 février 1992 à Shanghai, est un nageur chinois. Lors des Jeux olympiques d'été de 2012, il est médaillé de bronze au relais 4 × 200 m par sa participation aux séries et se classe quinzième du 1 500 m nage libre. Il est sélectionné pour les compétitions internationales depuis 2010.

## Palmarès

### Jeux olympiques
- Jeux olympiques de 2012 à Londres ( Royaume-Uni) :
  -  : Médaille de bronze du relais au 4 × 200 m[2]

### Jeux asiatiques
- Jeux asiatiques de 2010 à Canton ( Chine) :
  -  Médaille d'or du relais 4 × 200 m nage libre[2].